# 齐尔措 (梅克伦堡湖区县)
齐尔措（德語：Zirzow）是德国梅克伦堡-前波美拉尼亚州的市镇，隶属于梅克伦堡湖区县。总面积为9.32平方千米，截至2023年12月31日总人口为346人。